# 酒井シヅ
酒井 シヅ（さかい しづ、1935年6月22日- ）は、日本の医史学者である。前日本医史学会理事長。順天堂大学名誉教授。静岡県静岡市出身。

## 人物
三重県立大学医学部卒業、1967年東京大学大学院医学研究科博士課程修了、「サルの皮質視床線維の終止部位について 中心前回並に中心後回を中心にして」で医学博士。
1969年に順天堂大学助手、75年講師、助教授、第2代医史学教授となる。2001年客員教授となり2008年に同大学の特任・名誉教授となる。2014年に本郷キャンパス内に開館した「日本医学教育歴史館」の館長も併任し、医史学の研究を続けている。
NHK大河ドラマ「花神」「獅子の時代」「八重の桜」等、漫画「JIN-仁-」及びそのドラマ化作品(TBS)等で医学考証を担当した。

## 著作
- 『日本の医療史』東京書籍、1982
- 『医学史への誘い 医療の原点から現代まで』診療新社　2000
- 『病が語る日本史』講談社、2002／講談社学術文庫 2008
- 『絵で読む江戸の病と養生』講談社、2003
- 『すらすら読める蘭学事始』講談社、2004

### 共編著
- 『薬と人間』編　スズケン　ライフ・サイエンス・ブック　1982
- 『検査を築いた人びと』深瀬泰旦共著　時空出版　1988
- 『日本疾病史』編著　放送大学、1993
- 『疫病の時代』編　大修館書店 1999
- 『愛と至誠に生きる 女医吉岡彌生の手紙』編　NTT出版　2005
- 『医療経営史 医療の起源から巨大病院の出現まで』編著　日本医療企画　医療経営士テキスト 2010
- 『まるわかり江戸の医学』監修 ベストセラーズ ワニ文庫 2011

### 翻訳など
- 『松本順自伝・長与専斎自伝』小川鼎三共校注　平凡社東洋文庫、1980、ワイド版2008
- 『杉田玄白　解体新書　全現代語訳』講談社学術文庫、1982、新装版1998

元版はヨハン・アタン・キュルムス『ターヘル・アナトミア』のオランダ語版
- シンガー, アンダーウッド『医学の歴史』全4巻　深瀬泰旦共訳　朝倉書店　1985-86
- アレクサンダー・コーン『科学の罠 過失と不正の科学史』三浦雅弘共訳　工作舎　1990
- ネストール・ルハン『歴史上の人物-生と死のドラマ』監訳　日本アクセル・シュプリンガー出版　1990
- トーマス・マキューン『病気の起源 貧しさ病と豊かさ病』田中靖夫共訳　朝倉書店　1992
- K.F.カイプル編『疾患別医学史』1・2、監訳　朝倉書店　科学史ライブラリー 2005-06

## 関連人物
- 丸山克俊（東京理科大学理工学部教授。近代衛生行政史に関して指導を受けた）